# Dan Netzell
Dan Netzell (* 4. Januar 1923 in Stockholm; † 11. November 2003 ebenda) war ein schwedischer Skispringer.
Netzell gelang am 3. März 1950 mit einer Weite von 135 Metern auf der Heini-Klopfer-Skiflugschanze in Oberstdorf ein neuer Skiflugweltrekord. Dabei übertraf er die bisherige Bestweite von Sepp Weiler, die dieser nur einen Tag zuvor an gleicher Stelle erzielen konnte, um acht Meter.